# Campylopus scottianus
Campylopus scottianus là một loài rêu trong họ Dicranaceae. Loài này được Turner ex Scott, Robert Brid. mô tả khoa học đầu tiên năm 1819.